# Chacé
Chacé korábbi község Franciaország Loire mente régiójában, Maine-et-Loire megyében. 2016. január 1-jén Brézé és Saint-Cyr-en-Bourg községgel egyesült és Bellevigne-les-Châteaux új község része lett.
Lakosainak száma 1409 fő (2018. január 1.). Chacé Artannes-sur-Thouet, Brézé, Distré, Saint-Cyr-en-Bourg, Saint-Just-sur-Dive, Saumur, Souzay-Champigny és Varrains községekkel határos.

## Népesség
A település népességének változása:
| Lakosok száma | 1362 | 1409 | 1444 | 1413 | 1409 |
|               | 2013 | 2015 | 2016 | 2017 | 2018 |